# Kingston (Massachusetts)
Kingston és una població dels Estats Units a l'estat de Massachusetts. Segons el cens del 2000 tenia 11.780 habitants.

## Demografia
Segons el cens del 2000, Kingston tenia 11.780 habitants, 4.248 habitatges, i 3.139 famílies. La densitat de població era de 245,5 habitants/km².
Dels 4.248 habitatges en un 38,4% hi vivien nens de menys de 18 anys, en un 62,6% hi vivien parelles casades, en un 8,9% dones solteres, i en un 26,1% no eren unitats familiars. En el 21,8% dels habitatges hi vivien persones soles l'11% de les quals corresponia a persones de 65 anys o més que vivien soles. El nombre mitjà de persones vivint en cada habitatge era de 2,71 i el nombre mitjà de persones que vivien en cada família era de 3,19.
Per edats la població es repartia de la següent manera: un 27,5% tenia menys de 18 anys, un 5,1% entre 18 i 24, un 31,6% entre 25 i 44, un 22,2% de 45 a 60 i un 13,6% 65 anys o més.
L'edat mediana era de 37 anys. Per cada 100 dones de 18 o més anys hi havia 87,1 homes.
La renda mediana per habitatge era de 53.780 $ i la renda mediana per família de 65.101$. Els homes tenien una renda mediana de 48.423 $ mentre que les dones 29.516$. La renda per capita de la població era de 23.370$. Entorn del 4% de les famílies i el 5,8% de la població estaven per davall del llindar de pobresa.